# Réserve de biosphère d'Urdaibai

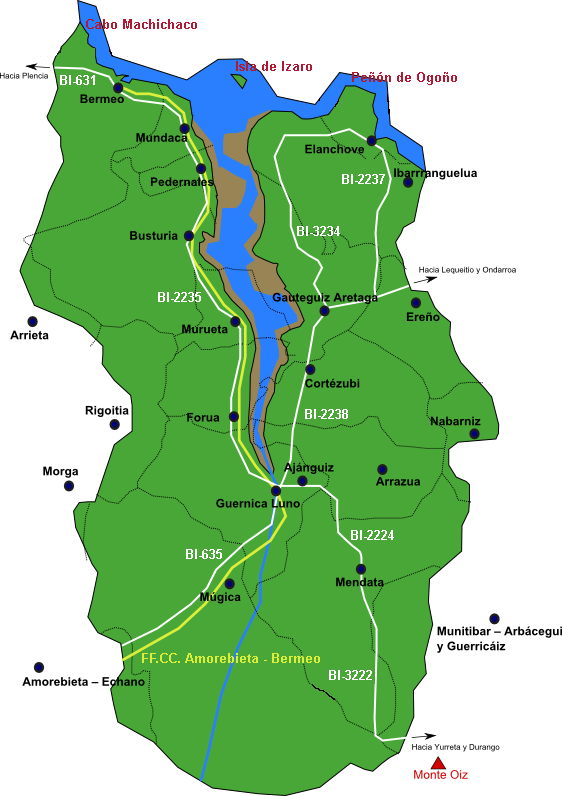
Carte détaillée de la réserve de biosphère

 (décembre 2022).
L'estuaire d'Urdaibai est un secteur naturel formé dans l'embouchure de la rivière Oka, dans la comarque biscaïenne de Busturialdea, au Pays basque (Espagne). Il occupe une surface de 220 km2 et compte une grande richesse écologique qui lui a permis d'être qualifiée comme réserve de biosphère par le comité MAB de l'UNESCO en 1984,, en recevant le nom de Réserve de biosphère d'Urdaibai. On la connaît aussi comme estuaire de Mundaka ou de Guernica.

## Présentation
Elle est, en tenant compte de son extension et son degré de conservation, la zone humide la plus importante du Pays basque, et une zone significative de repos et d'hivernage pour les oiseaux migrateurs. Pour cette raison, ainsi que pour son intérêt naturel, scientifique, éducatif, culturel, de loisir et socio-économique, le 6 juillet 1986 est votée la loi qui régit l'utilisation et la protection d'Urdaibai, la déclarant réserve de biosphère. Cette loi prend en compte des mesures destinées au développement du soutien du territoire.
L'importance ornithologique de cette réserve a servi pour qu'elle soit déclarée en 1994, Zone de Protection Spéciale pour les Oiseaux (ZPS), étant ainsi intégrée dans le Réseau Natura 2000. Elle est également reconnue zone humide d'importance internationale de la Convention Ramsar sur décision du Conseil des Ministres en 1992.

## Description
Le fleuve Oka naît sur le versant nord du mont Oitz (1036 mètres d'altitude) et coule dans la vallée qui porte son nom, et dans laquelle se trouve la ville de Guernica. Le court tracé du fleuve Oka se termine en un estuaire de 12 kilomètres de largeur. De Guernica à son embouchure dans la mer Cantabrique, l'Oka forme un estuaire formé par de grandes étendues de sable. Son bassin hydrographique est formé de petits ruisseaux irréguliers, de régime hydrologique de type torrentiel, qui forment des vallées étroites recouvertes de forêts très denses, comportant un grand nombre de petits arbres tels que des chênes verts et des chênes. La côte est accidentée, avec des falaises hautes et quelques îles et îlots, parmi lesquels se distingue l'île d'Izaro. L'influence de l'homme y est importante et ancienne, on peut trouver des vestiges de l'occupation humaine remontant à la préhistoire. Cette occupation s'est faite par l'établissement d'un système agraire qui a modelé un paysage varié, combinant développement naturel, champs, pâturages et plantations en forêt. Ceci a permis un certain degré de protection environnementale, qui s'est relativement bien maintenu, et qui fait que dans cette zone, des îles et falaises de la côte aux sables de l'estuaire et aux hauteurs de l'Oitz, concentre la plus grande diversité de paysages de la Communauté Autonome d'Euskadi et une faune très diverse, en particulier la faune avicole.
Les sites préhistoriques comme la grotte de Santimamiñe, témoignent de la présence humaine depuis la Préhistoire, qui est confirmée par la nécropole de Forua, dans lequel on peut trouver des tombes datées de toutes les époques, depuis l'occupation romaine jusqu'au XIXe siècle. La présence de l'homme a eu un rôle important dans la formation du paysage actuel, que ce soit par l'occupation traditionnelle des campagnes dans des hameaux ou la création d'entités urbaines comme des villes.
La Loi de Protection et de Planification de la réserve de biosphère d'Urdaibai définit quatre zones de protection :
- Zone de l'estuaire.
- Zone du littoral.
- Zone des forêts denses de chênes verts.
- Zone d'intérêt archéologique.

Géographiquement, trois zones différentes peuvent être clairement distinguées : la montagne, les plaines et les marais, et la côte avec des rochers, ses ports, et ses plages.
La réserve de biosphère s'étend sur 22 452,38 hectares, ce qui représente 10 % du territoire de la Biscaye. Sur cette superficie, 943 hectares, soit 4,2 % du total, sont couverts par la zone humide de l'estuaire, incluse dans la convention Ramsar.

### Situation géographique et voies de communication
La réserve se situe sur la côte basque, située dans le Golfe de Gascogne sur la côte de la mer Cantabrique, entre les coordonnées 43º 12’ et 43º 28’ de latitude nord, et les coordonnées 2º 33’ O et 2º 46’ O de longitude. Elle se trouve au cœur de la comarque de Busturialdea, au centre  nord de la province.
Les principales villes sont Bermeo, Guernica et Mundaka. Il y a également quelques petits foyers de population rurale disséminés dans toute la région.
Les voies de communication sont principalement le réseau routier et une ligne de chemin de fer à voie étroite. La route principale est la BI-635, reliant Guernica et Amorebieta-Etxano, où elle rejoint l'axe Bilbao Saint-Sébastien, qui est matérialisé par l'autoroute AP-8 et la route nationale N-634. Depuis Guernica, on peut ressortir par la rive gauche de l'estuaire par la BI-2235 vers Bermeo, ou par la rive droite par la BI-2238 vers Lekeitio. Le réseau est complété par la BI-3238 et d'autres petites routes comme la BI-3234, qui suit toute la côte de l'estuaire jusqu'à Elantxobe. Depuis Bermeo on peut emprunter la BI-631, qui communique avec Mungia.
La voie de chemin de fer à voie étroite de la compagnie EuskoTren relie Amorebieta à Bermeo, où l'on peut alors emprunter la ligne Saint-Sébastien—Bilbao.
Le port de Bermeo est un grand port de pêche, un des plus importants de la côte nord de la péninsule, et maintient une certaine activité marchande après son expansion, même si celle-ci a été limitée par la proximité du port de Bilbao.
Cartes

Localisation en Biscaye de la réserve de biosphère d'Urdaibai.
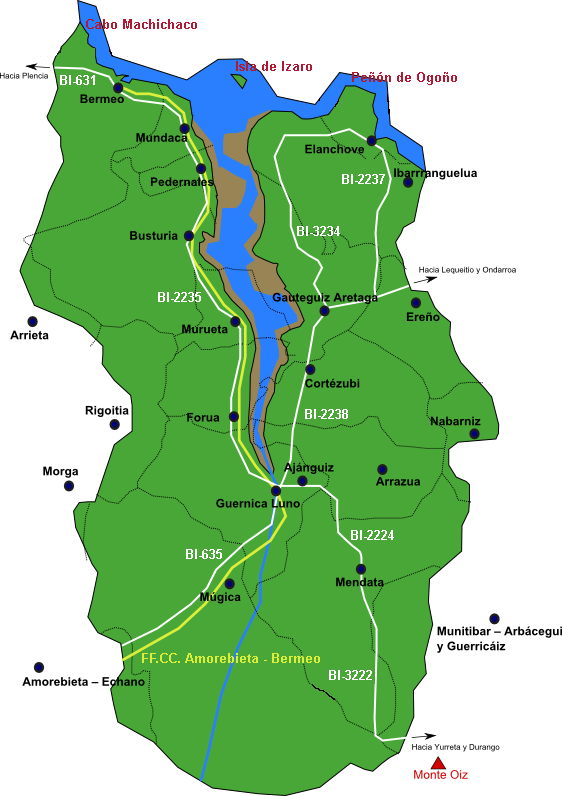
Réserve de biosphère d'Urdaibai.
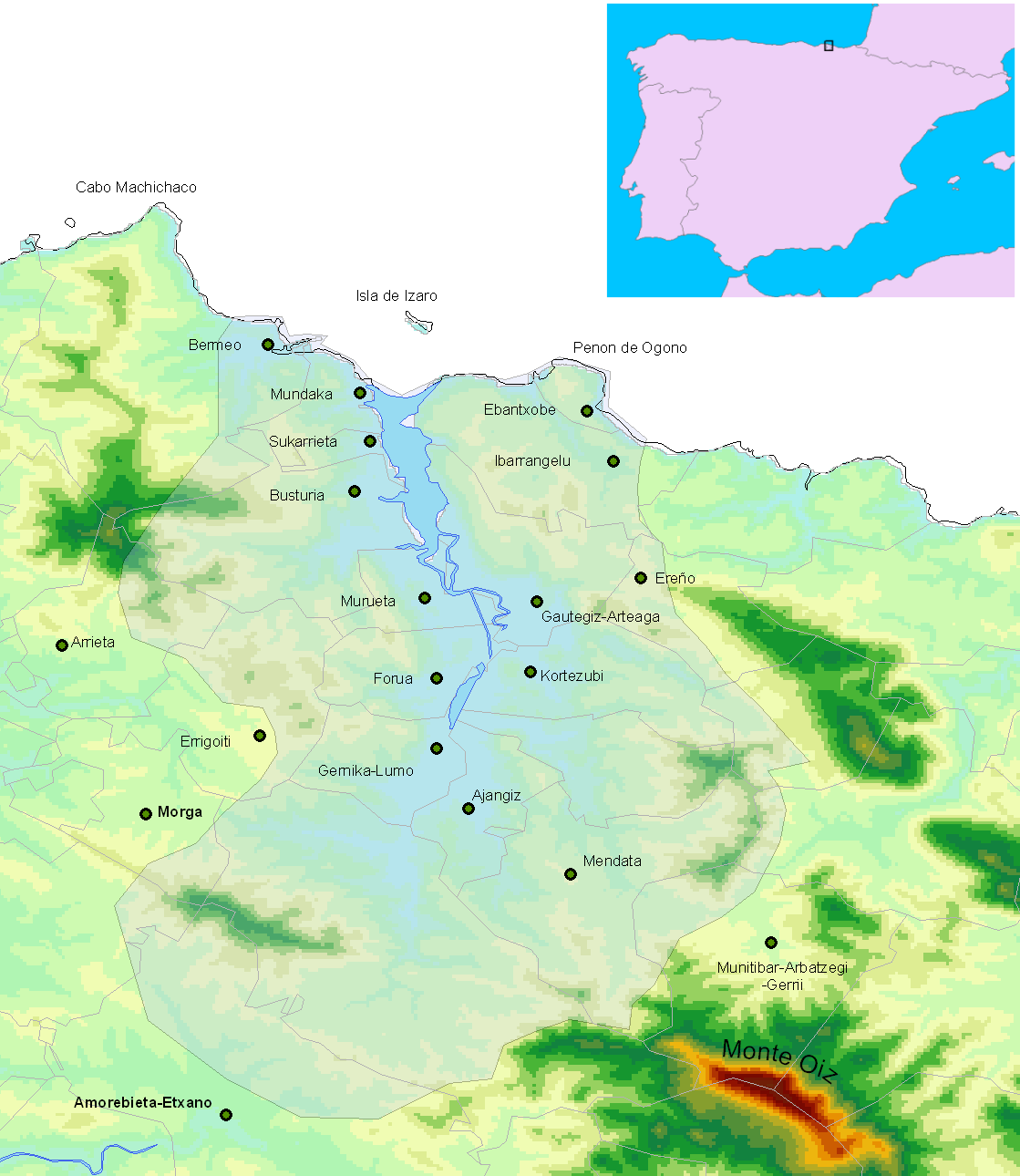
Carte physique de l'estuaire d'Urdaibai.

### Frontières et territoires
La réserve occupe une superficie de 230km², avec une longueur de 20 km et une largeur maximale de 12 km, ce qui finalement couvre 10 % du territoire de la Biscaye. Elle s'étend sur le territoire de 22 municipalités différentes, dont 12 qui y sont totalement incluses. Les municipalités qui y sont totalement incluses sont : Mundaka, Sukarrieta, Busturia, Murueta, Forua, Guernica, Ajangiz, Mendata, Arratzu, Kortezubi, Gautegiz Arteaga et Elantxobe ; et celles partiellement incluses : Muxika, Ibarrangelu, Bermeo, Nabarniz, Ereño, Arrieta, Errigoiti, Morga, Amorebieta-Etxano et Munitibar-Arbatzegi Gerrikaitz, avec une variation allant de l'intégration quasi-totale pour les premières à moins d'un tiers des territoires pour les dernières.
Le territoire est défini par le bassin hydrographique de l'Oka, complété par ceux des rivières Mape, Artigas et Laga. Sa limite suit la division entre ces bassins et les bassins voisins, ceux des rivières Estepona et Butrón à l'ouest, ceux du Lea et de l'Ea à l'est, et celui de l'Ibaizabal au sud. Sur la côte, au nord, la limite ouest se trouve au cap Matxitxako, proche de Bermeo, et à l'est au pointe d'Arbolitz à Ibarrangelu, très proche de Elantxobe. L'île d'Izaro forme la limite maritime. Proche de la réserve on peut trouver le Biotope Protégé de Gaztelugatxe, situé autour de San Juan de Gaztelugatxe, à Bermeo.
La ligne de partage des eaux est jalonnée des monts Burgoa (452 m), Garbola (481 m), Truende (420 m), Sollube (686 m), Kurtzegana (442 m), Sestretxa (335 m), Arriaga (352 m), Maiaga (398 m), Otsolarre (272 m), Bizkargi (564 m), Urremendi (270 m), Torreburu (320 m), Goroño (801 m) et Astoagana (804 m), Donesolo (547 m) et Kanpona (504 m), Elbitzuaga (469 m), Arrola (532 m), Sarada (669 m), Motrollo (592 m), Krabeliñatxa (572 m) et Geranda (420 m), en allant vers la mer depuis la pointe d'Arbolitz. Le point culminant du parc est Astoagana (804 m). Ce point est un mini-sommet de l'Oitz, dont le sommet principal s'élève deux kilomètres plus à l'ouest mais reste relativement éloigné du bassin de l'Oka.

### Climat
La zone d'Urdaibai fait partie, comme toute la Biscaye, de la bande climatique correspondant au versant atlantique, qui possède un climat de type mésothermique atlantique, tempéré et humide, régulé par la mer, sans températures extrêmes (elles oscillent entre une moyenne hivernale de 9°C et une moyenne estivale de 19°C) et peu de jours de givre. Les précipitations sont importantes (avec une moyenne annuelle de 1200 mm), réparties plutôt uniformément tout au long de l'année. Ces précipitations se manifestent principalement sous forme de pluie. Selon la classification climatique de Köppen, il s'agit d'un climat tempéré-humide sans saison sèche.

#### Température
L'influence de la mer fait que les températures moyennes sont modérées pendant toute l'année. Elles oscillent entre 20°C en août et 8°C en février. La température moyenne annuelle se trouve entre 13 et 14°C, et l'amplitude thermique est de 12,1 °C.
En hiver, lorsque l'anticyclone des Açores repart vers le sud, des vents froids se créent, et rendent les précipitations majoritaires, en alternance avec un ciel dégagé. La température moyenne la plus basse est celle de février, avec 8,1°C, alors que les températures les plus basses se produisent durant les mois de décembre et janvier, où l'on a enregistré des pics à -7,9 °C.
En été, il fait une température moyenne de 19°C. Le mois le plus chaud est celui d'août, avec une température moyenne de 20,2°C et des maximales pouvant atteindre 41°C. Les températures restent modérées au printemps et en automne.

#### Précipitations
Les précipitations dans la vallée de l'Urdaibai sont abondantes, et arrivent normalement sous forme de pluie. La grêle ou la neige ne tombent pas fréquemment. Les précipitations annuelles moyennes sont de 1200 mm, et la période la plus pluvieuse correspond aux mois de novembre et décembre, mois pendant lesquels on enregistre des précipitations moyennes mensuelles de 153 mm. Au mois d'avril on enregistre 124,7 mm de précipitations. L'été est une période moins pluvieuse, avec une moyenne de 42 mm ; aucun mois de l'année n'a des précipitations moyennes inférieures à 30 mm.
Les précipitations abondantes (1300-1500 mm) sont associées aux fronts cycloniques qui parcourent la corniche cantabrique d'ouest en est.
L'humidité relative oscille entre 70 et 80%. La période la plus humide correspond aux mois d'automne et d'hiver, tandis que le printemps et l'été sont les moins humides. Le nombre annuel d'heures d'ensoleillement est de 1 775 heures.

#### Profil venteux
Urdaibai, comme le reste de la côte basque, a un profil de vents de direction ouest. Cette composante directionnelle est modifiée par des vents et brises locales de composante nord, qui donnent ainsi un vent de composante nord-ouest.
En hiver, des vents de composante nord soufflent avec des vitesses moyennes qui oscillent autour des 4 m/s, et des vitesses maximales qui peuvent atteindre 11 m/s. Au printemps et en été la composante majeure est vers l'est-sud-est avec une vitesse moyenne variant entre 1 et 2 m/s, et une vitesse maximale jusqu'à 7 m/s.
Les jours de ciel dégagé, près du littoral, un phénomène intéressant se produit, qui est dû à la différence de température entre la surface de la terre et celle de la mer.
Pendant la journée, la terre accumule plus de chaleur que la mer. Ceci fait que l'air qui se trouve au-dessus de la terre se réchauffe et monte, ce qui crée un courant d'air frais provenant de la côte, formant un flux d'air de composante nord-sud. Ce vent est appelé brise de mer et se produit entre 11h du matin et minuit, à des vitesses radiales de 6 m/s.
Pendant la nuit, le phénomène s'inverse. La terre se refroidit plus rapidement que la mer, et il se crée un courant d'air entre la terre et la mer, c'est-à-dire de direction sud-nord. Le vent est appelé brise de terre et se produit entre minuit et 11h du matin, avec une vitesse oscillant autour de 2m/s.

### Paysages
Les paysages sont principalement formés de mer, de montagne et des bancs de sable. L'Oka, au contraire de l'orientation prédominante des rivières dans la région, va vers le nord et est entouré de montagnes de faible altitude, alignés sur ce qu'on appelle l'Arche pliée Basque (Euskal Arku Tolestua), de sorte que les limites sud, est et ouest sont formées par les sommets qui définissent le bassin, tandis qu'au nord se situe la mer Cantabrique.

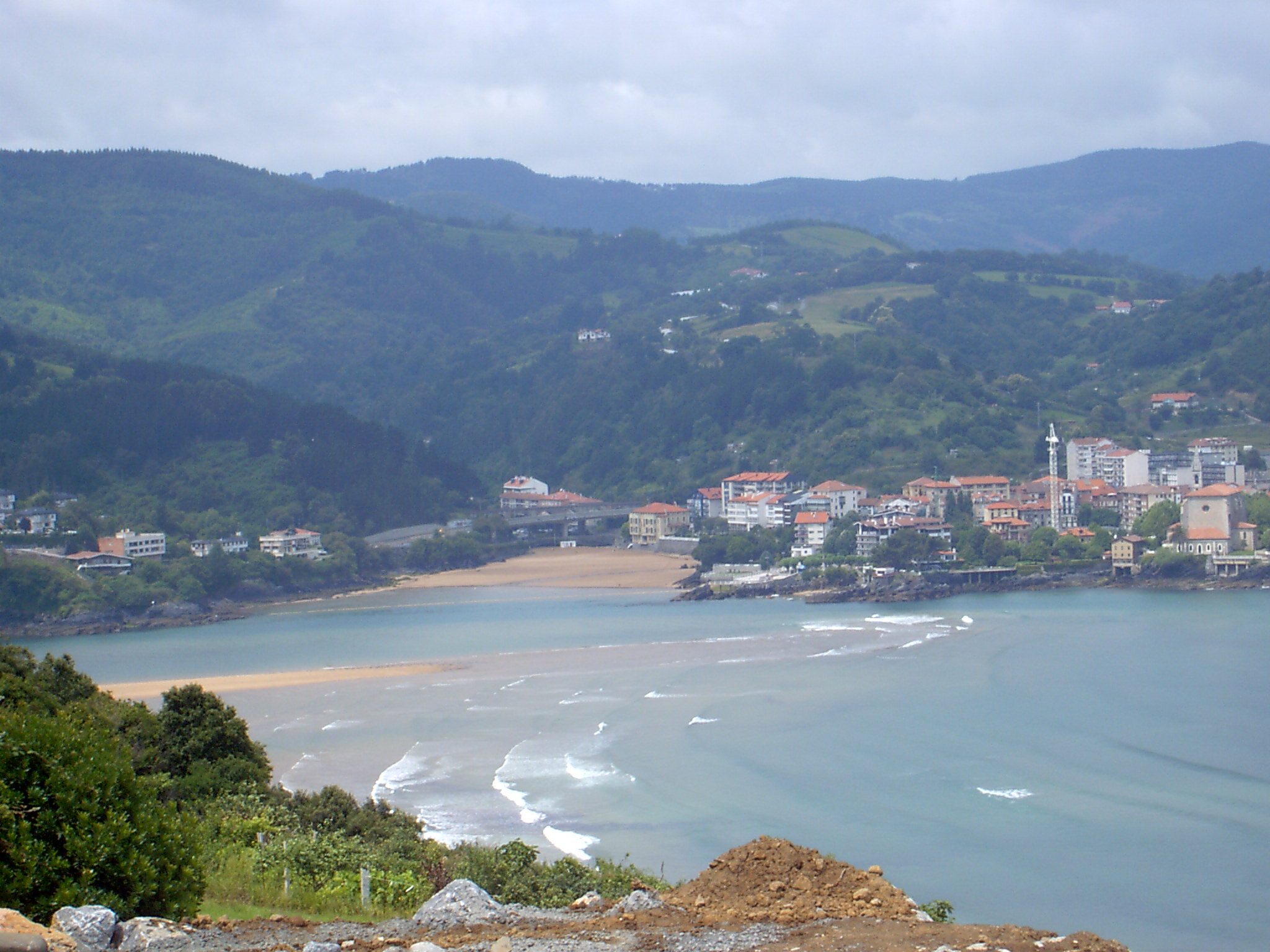
Vue générale de Mundaka.

L'Oka, qui se transforme rapidement en estuaire, passe parmi les bancs de sable formés par ses propres sédiments, qui forment des marais inondés par les marées. C'est dans cet estuaire que le Mape le jette. Les rivières Artigas et Laga vont directement vers la mer : l'Artigas passe à gauche de la baie, et forme une petite vallée entre le mont Sollube, Sollube, où il prend sa source, et Bermeo ; le Laga passe à droite et part dans la vallée au pied de l'Ereño et se jette sur la plage de Laga à côté du rocher de Ogoño.
L'estuaire
La zone de l'estuaire est incluse dans la zone humide de la convention de Ramsar ; la superficie de la zone humide incluse dans Ramsar est de 943 hectares, ce qui représente 4,2% de la surface totale de la réserve de biosphère. Son apport hydrique est fait des mouvements de la marée.
La zone de l'estuaire forme le cœur de la réserve de biosphère, car il s'agit d'un lieu de repos et d'alimentation pour divers oiseaux migrateurs, en particulier la spatule blanche provenant des Pays-Bas. Avec les marécages de Santoña, il s'agit de la zone humide la plus importante le long de la corniche cantabrique et atlantique de la péninsule ibérique. Elle a également une importance de niveau international uniquement sur l'aspect botanique.
Vers les terres intérieures, limitées par les montagnes culminant à seulement 900 mètres d'altitude, et contraintes par la pente de leurs flancs, se distinguent les plantations de forêts de pin de Monterey, destinées à l'industrie du bois. Il reste quelques petites forêts de végétation indigène, dans lesquelles le chêne prédomine ; on peut citer les chênaies d'Elexalde et d'Oraldey, et les forêts galerie qui se forment au-dessus des fleuves et des ruisseaux. Vers la côte le pin cède la place à l'eucalyptus, conséquence d'une reforestation.
Les sols s'aplanissent dans la zone centrale, consacrée à l'agriculture, qui ressemble à une campagne atlantique typique. Ce paysage est façonné par l'agriculture et l'élevage, avec notamment la présence de pâturages ; les fermes et fermiers s'occupant de ces exploitations sont dispersés, bien que parfois regroupés en petits hameaux.
L'estuaire de l'Oka s'étend sur une large surface. Entre Errenteria, un quartier de Guernica, et celle d'Axpe, quartier de Busturia, se trouve un canal de 5 kilomètres de long, longé par une piste cyclable de chaque bord et de passerelles en bois, qui porte le nom de Erreka izkina  ou Corte de la Ría. Cette réalisation a permis l'assèchement du terrain, qui a pu ainsi être transformé en terres agricoles. Les terres ainsi gagnées s'appellent des polders. Ceci n'est pas le seul exemple de polders dans la zone du canal, il y en a aussi à Ozollo et Isla Bekoa (Gautegiz Arteaga) et à San Martin (Murueta), les quartiers de San Kristobal et d'Axpe (Busturia). Les prés et pâturages des polders sont des lieux de refuges privilégiés pour les oiseaux pendant l'hiver.
Les espaces qui n'ont pas été asséchés et transformés en polders sont occupés par une végétation lacustre dominée par des roselières de saules et d'aulnes ; on peut en voir à Elexalde et sur la colline de Isla Goikoa sur les territoires de Forua et Kortezubi, à Gautegiz Arteaga, et aussi à Murueta. Il reste des traces d'anciens moulins à marée à Ozollo et Mallukitza, ainsi que d'anciennes forges d'affinage.
Dans le paysage de Murueta, on peut voir la cheminée de son ancienne usine de tuiles et de briques. Le chantier naval qui s'y trouve ne passe pas inaperçu. Près de celui-ci s'ouvrent les bancs de sable artificiels de San Kristobal et d'Axpe, et les joncs qui laissent peu à peu place aux grands marécages qui forment l'habitat principal des oiseaux, et la base de la richesse écologique d'Urdaibai.
Les montagnes
Les flancs des montagnes à cet endroit sont couvertes de chênes verts qui vont jusqu'à la mer. Le flanc droit part d'Aozar à Nabarniz et arrive à Atxarre et Ogoño tandis que le flanc gauche correspond aux monts Foruko Atxa, Atxa Punta et Apartola Haitza. À certains endroits les chênes deviennent moins denses et forment des chênaies mêlées de chataigniers.
La nature calcaire du terrain a favorisé le développement de tout un système karstique, comportant de nombreuses cavernes et galeries, ainsi que des parties fluviales luxuriantes. On peut citer par exemple les dépressions de Bollar et Basondo ou, de l'autre côte, celle de Malluku. Quelques dolines et gouffres se sont également formés, comme par exemple au mont Muruaga.
La côte
Au nord, à l'embouchure, se trouvent les bancs de sable de Sukarrieta et Laida sur les rives de l'Oka. En suivant le banc de Sukarrieta, sur le côté gauche, on arrive à Mundaka, dont le port donne sur la mer.
À l'ouest se trouvent les bancs de Santa Katalina, Murgoa et Lamera. Celui de Murgoa rejoint la mer avec un dénivelé de 100 mètres, formant des lieux connus comme Trankilpunta et Kargaderua. Après Bermeo, on trouve la plage d'Aritxatxu entre les falaises de Talape et Tonpoi. Sur la plaine inondée par la marée qui se forme au pied de la côte, on peut voir des arribolak, qui sont de grandes pierres qui se sont détachées de la falaise et furent arrondis par la mer. La limite à l'ouest est le cap Matxitxako et son phare. Un peu plus loin, hors de la zone de la réserve, c'est San Juan de Gaztelugatxe à Bermeo.
À l'est, en suivant la plage de Ladia, il y a les falaises d'Antzora, qui entourent la baie d'Antxon Azpia. L'île d'Izaro se trouve dans la mer, en face de l'embouchure du fleuve, avec une baie en demi-cercle. Un chapelet de rochers submergés prolongent Izaro jusqu'à la terre ferme. Certains de ces rochers, comme ceux d'Otzarri et de Lemajale, se découvrent à marée haute.
La côte cesse d'être abrupte à l'endroit où la plage de Laga se forme, qui constitue un complexe dunaire. La plage se termine avec le rocher de Ogoño, qui s'élève 200 mètres au-dessus de la mer et qui abrite de l'autre côté, vers l'est, le petit village de Elantxobe, juché sur la pente qui délimite son port. Près de ce village se trouve la pointe d'Arbolitz, sommet qui marque la fin de la réserve.

### Plages

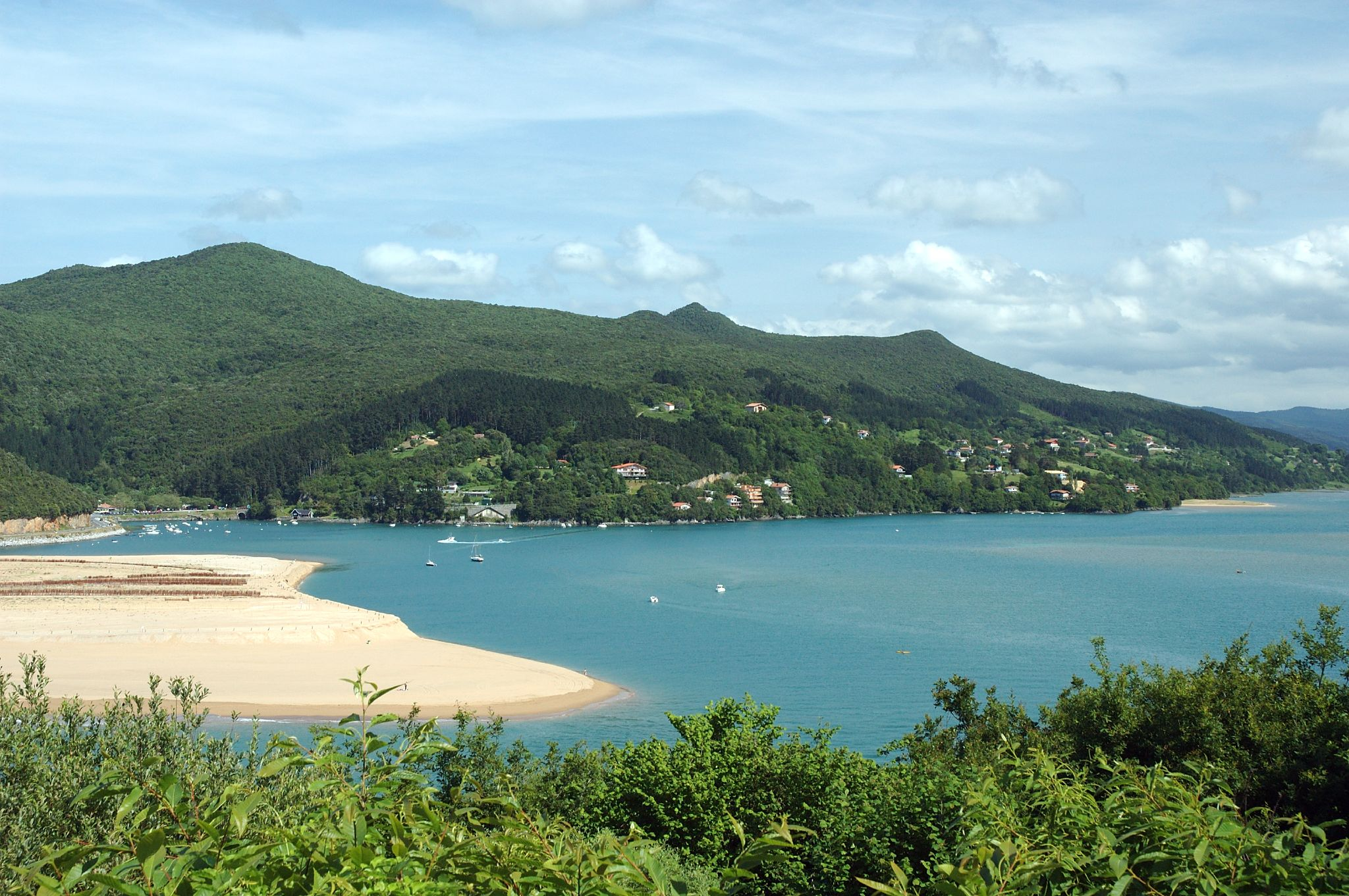
Plage de Laida.

Sur la côte de la réserve de l'Urdaibai se trouvent douze plages très différentes, des grands bancs de sable de Laida ou Laga aux petites baies formées au creux d'une falaise, comme celles d'Antzora ou Lapatza.
Rive gauche
- Alikante, à Sukarrieta, est un groupe de petites baies de sable doré de 140m de long, dont la superficie oscille entre 11900 m² à marée basse et 3500m² en haute mer. L'île de Txatxarramendi est à proximité. Près de la plage se trouve un petit bois de chênes verts qui a été transformé en parc botanique.

- Aritzatxu, à Bermeo, est une petite baie sablonneuse de 75m de long, dont la superficie oscille entre 4500m² à marée basse et 1875m² à marée basse, et qui est abritée sous un grand rocher[7].

- Kanalape, à Sukarrieta, une plage de sable doré de 350m de longueur, avec une superficie de 106 000 m² à marée basse et 42 000 m² à marée haute.

- Laidatxu à Mundaka est une baie de sable doré très abritée des courants de l'estuaire. Elle fait 55m de long, et s'étend sur 5600 m² à marée basse et 1800 m² à marée haute. Près de la plage se trouve le port de Mundaka, et à sa sortie se trouve ce qui est considéré comme étant le meilleur spot de surf d'Europe pour les vagues à gauche[8].

- Ondartzape à Mundaka est une petite baie caillouteuse avec un peu de sable de couleur noire. Elle fait 50m de long, et sa superficie varie entre 2000m² à marée basse et 830m² à marée haute.

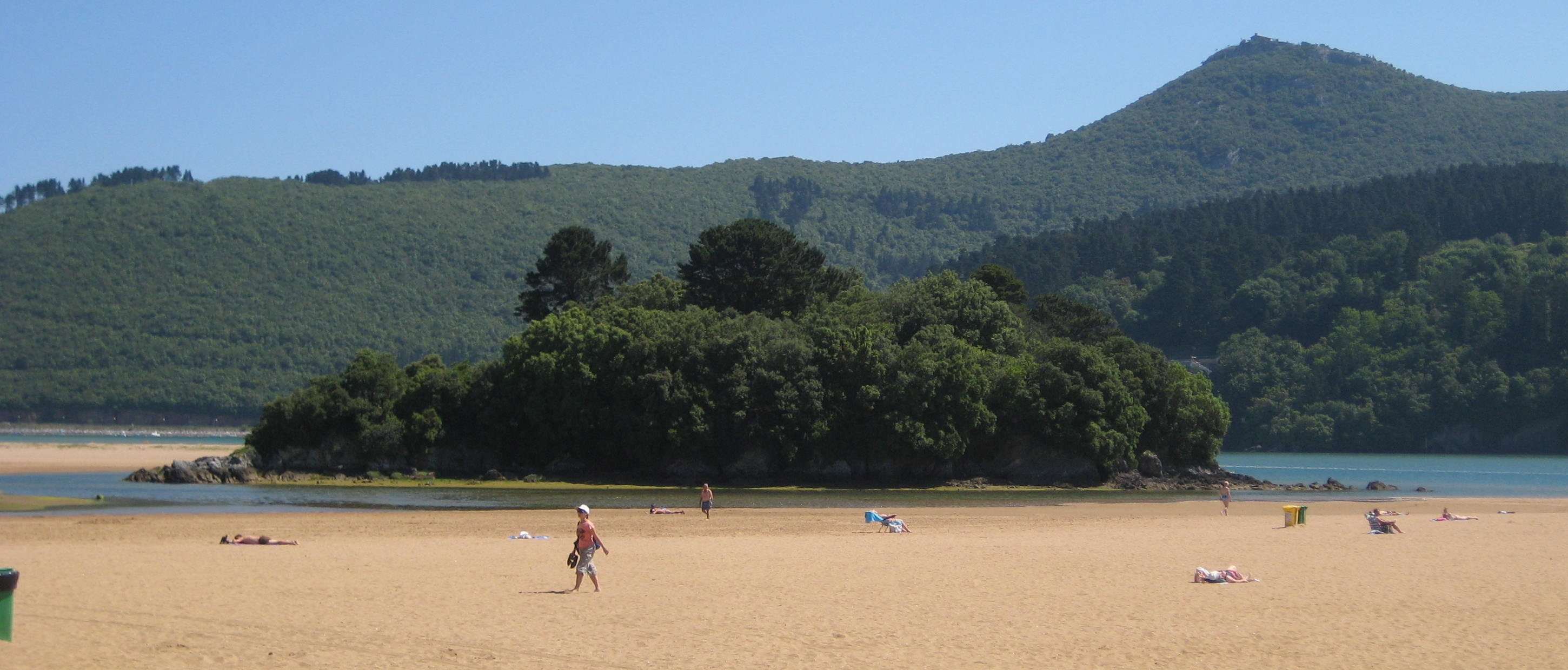
Plage de San Antonio, île de Sandindere et mont Ereñozar.

- San Antonio, à Sukarrieta, est une plage de sable doré de 350m de long ; elle s'étend sur 29 000 m² à marée basse, et 13 000 m² à marée haute. Elle est protégée par l'île de Sandindere[9].

- Toña à Sukarrieta, est une baie de sable doré en face de l'île de Txatxarramendi. Elle fait 120m de long et passe de 10 200 m² à marée basse à 3000 m² à marée haute.

Rive droite
- Antzora, à Ibarrangelu, petite baie caillouteuse avec du sable noir, faisant 50 m de longueur, et avec une superficie qui varie entre 1000 m² à marée basse et 500 m² à marée haute.

- Ea, dans la ville du même nom, est une plage urbaine de sable doré. Elle fait 120 m de long, et sa surface varie entre 6688 m² à marée basse et 2800 m² à marée haute[10].

- Laga, à Ibarrangelu, plage de sable fin de 574m de long, et une superficie de 138 499 m² à marée basse et 42 499 m² à marée haute. La plage a un complexe dunaire notable, et se trouve près du cap Peña Ogoño, à 279 m d'altitude au-dessus de la plage[11].

- Laida, à Ibarrangelu, une plage située à l'embouchure de l'Oka, avec une partie au bord du fleuve et une partie au bord de la mer. La plage est de sable doré et a un complexe dunaire notable. Elle est longue de 812m et sa superficie varie entre 59 109 m² à marée basse et 38 189 m² à marée haute[12].

- Lapatza, à Ea, petite crique rocheuse de 230 m de long et une superficie variant entre 4600 m² à marée basse et 2300 m² à marée haute. Nudiste[13].

### Îles et îlots
Plusieurs îles et îlots se trouvent dans le périmètre de Urdaibai, tous d'origine continentale (à un moment de leur histoire géologique, ils étaient reliés au continent). La flore de ces îles est typique de la côte basque, similaire à celle que l'on trouve sur le continent, mais plusieurs variantes s'y sont développées, comme la mauve royale, qui prospère sur l'île d'Izaro, ou la variante sauvage de l'olivier. On retrouve une certaine diversité dans les fonds marins, avec des algues, des éponges, etc.
On trouve à proximité le Biotope Protégé de Gaztelugatxe, formé par l'île de San Juan de Gaztelugatxe et l'îlot de Aketx, même si ce biotope ne fait pas partie de Urdaibai.
Les îles les plus importantes sont :

#### Izaro

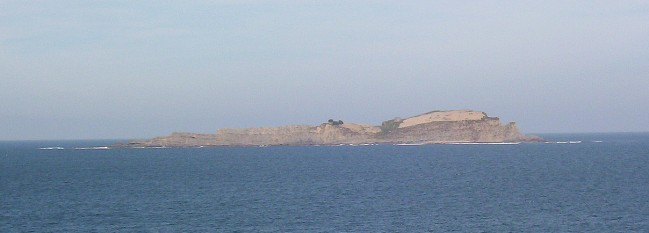
Île d'Izaro

Il s'agit de l'île la plus grande de la côte basque, dont elle abrite la plus grande colonie d'oiseaux de mer. Située en face de Mundaka, elle appartient à la municipalité de Bermeo depuis 1719. On ne peut pas s'y rendre librement.
L'histoire traditionnelle est que l'incorporation de l'île d'Izaro à la ville de Bermeo fut réalisée pour résoudre un litige au sujet de la propriété de l'île avec les habitants des villes voisines de Mundaka et Ibarrangelu. Les revendications de la propriété de l'île se basaient sur la distance entre l'île et la côte de chaque municipalité. Pour résoudre le litige, on proposa d'organiser une régate avec toutes les parties impliquées dans le litige. La municipalité d'Ibarrangelu (et avec elle le quartier d'Elantxobe) rejetèrent l'épreuve, et remplirent le rôle de juges.
La régate fut organisée entre une barque de Mundaka et une autre de Bermeo. La tradition raconte que c'est Mundaka qui gagna, mais que les juges accordèrent la victoire à Bermeo, car ils furent victime d'un accident mortel pendant le défi. En se basant sur cette histoire, on donne aux habitants de Elantxobe le surnom de "makueses" (malos jueces, mauvais juges). Tous ces faits ne sont documentés par aucune source.
En souvenir de ce fait, chaque année, le jour de la sainte Madeleine (il y avait un ermitage sur l'île dédié à cette sainte), les maires de la rive gauche déménagent à proximité de l'île dans une embarcation, en dirigeant une procession maritime qui avance en chantant la chanson de Marie Madeleine. Le maire de Bermeo lance une tuile dans la mer en disant "Horraino heltzen dira Bermeoko itxuginak" (ici se terminent les gouttières de Bermeo) pour symboliser la limite du domaine de la ville. En suite, le cortège se dirige vers le port d'Elantxobe, où le maire de la commune remet le bâton de commandeur à celui de Bermeo qui, pendant cette journée, agit comme maire des deux populations.
Sur l'île d'Izaro se trouvait un couvent franciscain qui fut fondé le 2 mai 1422 par les frères Martin de Arteaga, Juan Undabarrena, Lino de Albiz et Martin de Erkoreka, et sous le patronage de la Sainte Marie. Ce couvent, dont il ne reste que peu de traces, fut visité par les rois Henri IV de Castille, en 1457, et Ferdinand le Catholique, le 31 juillet 1476. Pour la visite de Isabelle la Catholique, qui se produisit le 17 septembre 1483, on construisit un escalier en pierre de 258 marches. Ce monastère a joui de la sympathie du roi pendant un certain temps, puisque Philippe II et son épouse, Élisabeth de France, continuèrent à entretenir des bonnes relations avec le monastère.
Saint Antoine de Padoue visita le monastère de Izaro au XIIIe siècle, lorsqu'il arriva dans la région avec l'intention de visiter le village de sa grand-mère maternelle, dans le quartier de Abiña de Sukarrieta.
Le monastère fut abandonné le 17 août 1719, après que la communauté s'établit à Forua ; on construisit un ermitage en l'honneur de Marie Madeleine sur ce lieu, mais celui-ci a lui aussi disparu. L'icône de la sainte est conservée dans l'église de Elantxobe.
On connaît des mentions d'une attaque pirate qui s'est produite le 1er septembre 1596, que l'on a attribuée de façon erronée à Francis Drake.
En 1814 l'île fut convertie pour un usage militaire, comme arsenal et entrepôt de gros. Elle fut également utilisée comme ponton pour des prisonniers. L'île fut fortifiée pour servir à ces usages.
L'île Izaro apparaît sur le logo de l'entreprise de distribution et production cinématographique Izaro Films.

### Sources
- (es) Cet article est partiellement ou en totalité issu de l’article de Wikipédia en espagnol intitulé « Reserva de la Biosfera de Urdaibai » (voir la liste des auteurs).